# Balterazhofen
Balterazhofen ist ein Weiler in der Gemarkung des Stadtteils Wuchzenhofen der Großen Kreisstadt Leutkirch im Allgäu im Landkreis Ravensburg in Baden-Württemberg.
Im Dorf steht eine kleine Kapelle. Zum Ort gehören insgesamt 16 Häuser.

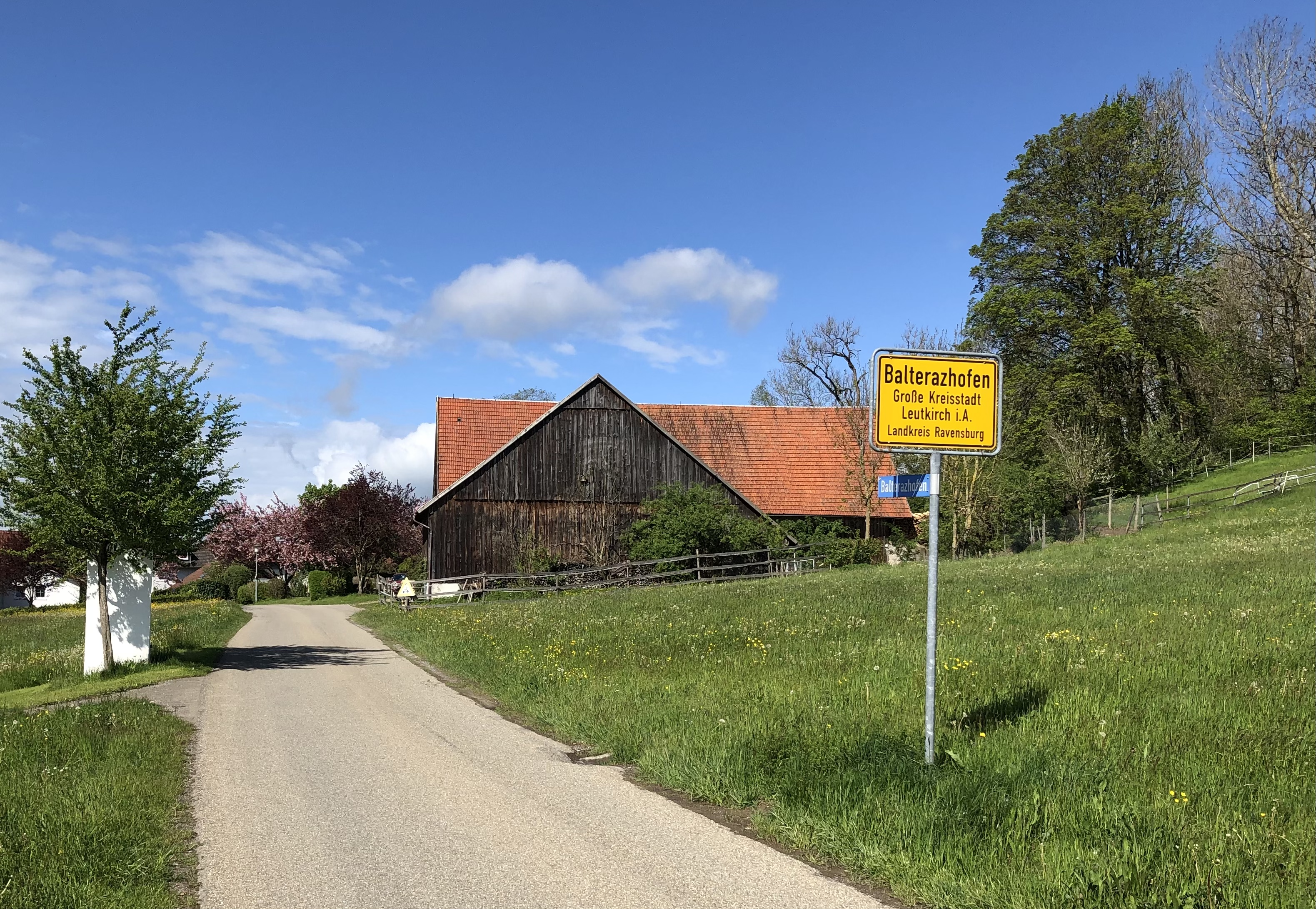
Ortseingang von Osten

Stand 2020 gibt es 60 Einwohner.